# Nicolas Crosbie
Nicolas Crosbie (* 2. April 1980 in Niort) ist ein französischer Radrennfahrer.

## Karriere
Nicolas Crosbie gewann 2004 eine Etappe bei der Tour de la Guadeloupe. Ein Jahr später wurde er dann Profi bei dem Professional Continental Team Agritubel-Loudun. In den Saisons 2007 und 2008 wechselte Crosbie zum französischen ProTeam Bouygues Télécom und bestritt als seine einzige Grand Tour den Giro d’Italia 2007, welchen er als 88. der Gesamtwertung beendete. Nach 2008 fuhr Crosbie für französische Vereinsteams.

## Erfolge
2004
- eine Etappe Tour de la Guadeloupe

## Teams
- 2005 Agritubel-Loudun
- 2006 Agritubel
- 2007 Bouygues Télécom
- 2008 Bouygues Télécom